# 105 км (платформа)
105 кіломе́тр — залізничний пасажирський зупинний пункт Кримської дирекції залізничних перевезень Придніпровської залізниці.
Розташований у місті Керч (житломасив Будмістечко), АР Крим на лінії Владиславівка — Крим між станціями Керченський Завод (9 км) та Крим (4 км).
Станом на серпень 2019 р. пасажирське сполучення відсутнє.